# Leys d'Amors
L'obra dita Leys d'Amors és alhora una gramàtica occitana, probablement la més antiga de totes les llengües romàniques, i un tractat de poesia. El títol complet és Las flors del gai saber, estier dichas las Leys de amors.

## Història
La gramàtica l'autor del qual és donat per ignot, però avui certament identificat amb Joan de Castellnou o amb el també tolosà Guilhèm Molinièr, el 1323 rebé l'encàrrec del Consistori de la subregaya companhia del Gai Saber de Tolosa i fou redactada entre 1328 i 1355. Aquesta obra va influir després en tota la poesia derivada de l'estil trobadoresc i va fer d'aquesta ciutat un centre neuràlgic literari fins a les acaballes del segle xv.
L'obra recull els diferents aspectes de l'art de trobar: gramàtica, retòrica, estilística i versificació.
Existeixen diferents versions d'aquesta obra, que va ser redescoberta i publicada per primera vegada entre 1841 i 1843 per Fèlix Gatien-Arnould. Fou publicada una altra vegada el 1919 pel lingüista Josèp Anglada.